# 兎月詩
兎月 詩（うづき うた）は、配信アプリIRIAMで活動しているバーチャルライバー。また、バーチャルライバーの中では珍しく中の人を公開しており中の人（有藤詩織）は舞台役者をメインとして活動している。

## 略歴

### 2021年
- 9月11日 Twitterにて活動開始
- 9月30日 配信アプリIRIAMにて初配信
- 12月16日 フォロワー1000人突破
- 12月29日 ap bank fes '21「～コロナと出口 利己と利他のはざまで響きあう音～」にナレーターとして出演

### 2022年
- 5月15日 フォロワー5000人を突破
- 6月16日 フォロワー1万を突破

### 2023年
- 7月11日 アプリ内のイベントで雑誌アニメージュに掲載が決定
- 8月26日、27日　コラボカフェに出演
- 9月18日 同じくアプリ内のイベントにて岡山駅のポスター掲載権を獲得
- 10月15日 リアルライブを開催

### 2024
- 5月3日Live 2Dを公開
- 7月アプリ内イベント描き下ろしイラスト広告を掲載しよう　入賞

### 2025
- 3月描き下ろしイラスト広告を掲載しよう　秋葉原駅に掲載

## 人物
リアルでの舞台俳優活動でファン数に伸び悩み、新たなファン獲得を目指してバーチャルの世界へ飛び込んだという。よく褒められるという声を武器に歌や雑談をメインに配信をしていて、1回の配信は2時間から6時間と比較的長時間の配信者である。

## 出演

### 雑誌
- アニメージュ11月号掲載

### 広告
- 岡山駅　地下改札構内デジタルサイネージにて掲載

### テレビ
- NHK ap bank fes '21 ～コロナと出口 利己と利他のはざまで響きあう音～ ナレーターとして出演